# Cox's Bazar Sadar
Cox's Bazar Sadar (en bengali : কক্সবাজার সদর) est une upazila du Bangladesh dans le district de Cox's Bazar. En 2011, on y dénombrait 415 954 habitants.